# Hector van Sminia (1763-1816)
Hector van Sminia (Leeuwarden, 5 december 1763 - aldaar, 31 oktober 1816) was een Nederlands bestuurder.

## Biografie
Van Sminia was een zoon van Hobbe Baerdt van Sminia (1730-1813), grietman van Aengwirden, en Louise Albertine van Glinstra (1738-1800). Hector werd gedoopt op 21 december 1763 in de Jacobijnerkerk te Leeuwarden. Hector is een telg van de familie Van Sminia.
Van Sminia studeerde aan de universiteit van Franeker waar hij in 1785 in de rechten promoveerde. Vervolgens was hij advocaat aan het Hof van Friesland. Ook gedurende de Franse Tijd bekleedde Van Sminia verschillende ambten. Nadat de Fransen vertrokken waren en Johan Gijsbert Verstolk van Soelen zijn functie prefect als Friesland neerlegde, namen Van Sminia en Ennius Harmen Bergsma het bestuur van Friesland over als commissaris-generaals. Voor zijn verdiensten werd Hector door Willem I in de adelstand verheven en werd hij benoemd tot Ridder in Orde van de Nederlandse Leeuw. Van Sminia was nog kortstondig lid van de Tweede Kamer en grietman van Idaarderadeel.

## Huwelijk en kinderen
Van Sminia trouwde op 7 augustus 1796 te Buitenpost met Wiskje van Haersma (1768-1835), dochter van Daniël de Blocq van Haersma en Maria Wybrandi. Samen kregen zij de volgende kinderen:
1. Hobbe Baerdt van Sminia (1797-1858), trouwde met Wiskje Coehoorn van Scheltinga, dochter van Menno Coehoorn van Scheltinga en Catharina Johanna van Eysinga. Hobbe was onder meer Statenlid, grietman van Tietjerksteradeel en lid van de Dubbele Tweede Kamer. Daarnaast was hij geschiedschrijver en publiceerde hij onder meer lijsten van grietmannen.
2. Louise Albertine Glinstra van Sminia (1799-1837), trouwde met Robert van Breugel Douglas, zoon van Caspar van Breugel en Mary Douglas. Robert was onder meer lid van de Raad van State.
3. Daniël de Blocq van Haersma van Sminia (1800-1801), jong overleden.
4. Daniël de Blocq van Haersma van Sminia (1800-1861), trouwde met Anna Maria Woldringh, dochter van Gerard Gilles Woldringh en Anna Catharina Roorda. Daniël was actief als Statenlid.
5. Arent Johannes van Sminia (1806-1857), trouwde met Clara Coehoorn van Scheltinga, eveneens een dochter van Menno Coehoorn van Scheltinga. Hij liet bij De Klinze in Oudkerk een tuin aanleggen door Lucas Pieters Roodbaard en liet daar ook de Sminiastate bouwen.
6. Maria van Sminia (1809-1884), trouwde met Marcus II van Heloma, zoon van Marcus I van Heloma en Aletta Catharina van Scheltinga. Marcus was naast advocaat ook Statenlid.

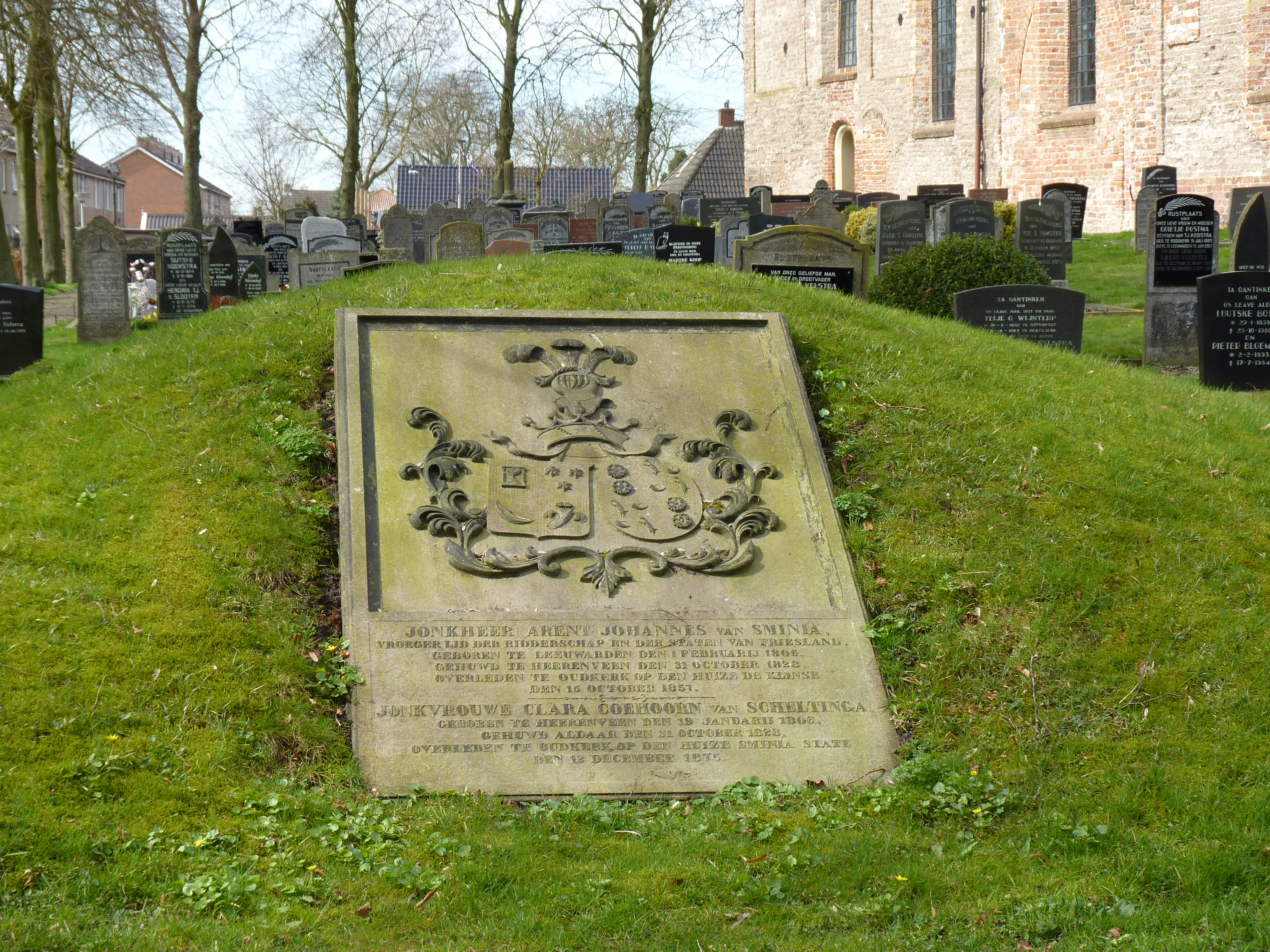
Grafheuvel van Arent Johannes van Sminia en zijn vrouw Clara Coehoorn van Scheltinga in Oudkerk.